# Humberto Krujoski
Humberto Eduardo Krujoski (Ciudad de Corrientes, 12 de septiembre de 1978) es un piloto argentino de automovilismo de velocidad. Iniciado en el automovilismo Zonal del nordeste argentino, ascendió al automovilismo nacional, donde participó en las categorías Copa Megane, Clase 3 del Turismo Nacional, TC Pista, Top Race y TC 2000. 
Fue campeón a nivel zonal y nacional obteniendo su primer logro personal en 2003, al proclamarse campeón de la Monomarca Fiat 128 de APAC, en la Provincia del Chaco. A nivel nacional, logró su primer título en el año 2004, en la categoría Copa Mégane, telonera en ese entonces del Turismo Competición 2000. En el año 2009 debuta en la categoría Top Race Junior, obteniendo el título de campeón de la especialidad en el año 2010 al ganar la "Copa América TV", disputada en el primer semestre de esa temporada.
En 2011 ingresó en la Top Race V6, compitiendo a bordo de un Volkswagen Passat B5 atendido por el equipo JE Motorsport, para luego pasar a competir en el RV Racing Sport, donde piloteó un Ford Mondeo III identificado con el número 19. Tras la reestructuración organizada por Top Race en 2012, Krujoski siguió piloteando el mismo coche, pero formando parte del Top Race Series, categoría que se creó con la base del Top Race Junior y que en el proceso de recambio adoptó el primitivo parque automotor del Top Race V6. En este año y categoría, consiguió alzarse con su segundo título de Top Race y el tercero a nivel nacional de su cosecha personal. 
Su carrera deportiva continuó en los años siguientes, reingresando al TRV6 en el año 2014 y compitiendo ahí hasta el 2019. A su vez, en 2014 tuvo lugar su debut en el TC 2000 de segunda división, donde representó a las marcas Renault y Toyota. Tras su última participación en Top Race, resolvió incorporarse nuevamente al TC Pista donde se reestrenó al comando de un Dodge Cherokee del equipo de Oscar Castellano. Tras dos temporadas dentro de esta estructura, en la última fecha de 2020 se incorporó al equipo Coiro Dole Racing, donde compitió al comando de un Chevrolet Chevy, con el cual fue confirmado para la temporada 2021.

## Biografía

### Primeros años
Nacido en Corrientes el 12 de septiembre de 1978 y como hijo de un excampeón del automovilismo Zonal (también llamado Humberto), Krujoski alimentó de pequeño su pasión por las competencias automovilísticas. Sin embargo, no fue hasta los 19 años que tuviera su debut en el automovilismo, cuando en 1997 participó de la Copa Corsa en una fecha corrida en el circuito santafesino de Avellaneda.
Luego de sumar experiencia en esta categoría, Krujoski regresó a su provincia para sumarse en 1999 a la Clase D, del }Zonal del NEA, categoría que mayoritariamente se corre en circuitos de la Provincia del Chaco. Su debut se dio a bordo de una Coupé Chevy que dejara su padre, cuando se retiró del automovilismo.
Un año más tarde, se produciría su debut en la categoría TC 4000 del NEA, regenteado por la Asociación de Propietarios de Automóviles de Competición (APAC), entidad que en esos años daba sus primeros pasos. En ese campeonato, Krujoski cambió por primera vez de marca al subirse a un Ford Falcon. Con este Falcon, Humberto logró alcanzar el subcampeonato del año 2001, haciéndose un lugar entre los pilotos más destacados del ambiente.
En el año 2002, volvió a correr con un Chevrolet Chevy atendido por el equipo de Manuel Antonio Silva, padre del piloto Juan Manuel Silva. Las tres primeras fechas corridas por Krujoski con este coche, dieron un saldo de tres victorias al hilo. Sin embargo, la polémica se instaló en el ambiente debido a que comenzaron a levantarse cuestionamientos hacia el equipo de Silva. El resultado, fue el retiro de la escuadra para todo el campeonato y Krujoski quedándose sin correr.

### Primeros títulos y debut a nivel nacional

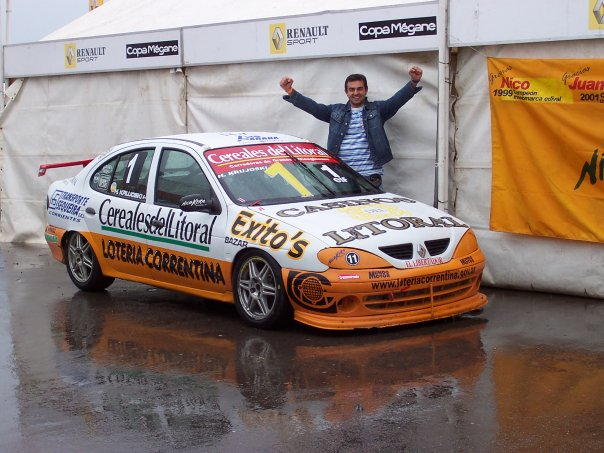
Humberto Krujoski, celebrando su título en la Copa Mégane 2004

El año 2003, marcó un regreso con mucha gloria ya que debutaba en la categoría Monomarca Fiat 128, regenteada también por APAC. Su regreso se dio en un coche preparado por Oscar Crespo. Sin embargo, unas fechas más tarde, Krujoski cambió de preparador, pasando a correr en la escuadra dirigida por Carlos Estoianoff. La preparación que Estoianoff le diera al Fiat, sumado a la experiencia y capacidad del piloto correntino, fueron un cóctel exitoso que tuvo como resultado la obtención del campeonato 2003 de la Monomarca y el primer gran éxito del Krujoski.
Pero la historia no terminó ahí, porque ese mismo año Krujoski debutó a nivel nacional, participando en la denominada "Copa Mégane", categoría promocional de automovilismo, telonera del Turismo Competición 2000. Su debut se produjo nada más ni nada menos que en el Autódromo de Resistencia, frente a su gente y con un resonante triunfo. El contundente andar de Krujoski convenció a los jefes de su equipo, quienes le dieron la posibilidad de competir hasta fin de año.
En el año 2004 Krujoski confirmó su participación en la Copa Mégane, dedicándose 100% a orientar su carrera a nivel nacional. Tal decisión le valió al correntino la obtención de su primer título grande, al consagrarse Campeón de esta categoría promocional.
En 2005, intenta incursionar en la Clase 3 del Turismo Nacional a bordo de un Ford Escort. Sin embargo, su participación en esta categoría fue muy poco auspiciosa, volviendo nuevamente a su tierra. Una vez en Corrientes, toma contacto con Adolfo Ranz quien le ofrece correr nuevamente en el TC 4000 del NEA. El regreso se produce a bordo del Chevrolet Chevy con el que el piloto Fernando Marano le diera el título de campeón a la escuadra el año anterior. Debido a que llegó con el campeonato empezado, Krujoski se llevó el subcampeonato de TC 4000, quedando cerca de llevarse el título y renovando sus pergaminos de piloto destacado, y los del equipo en el armado del automóvil.

### Participación en el TC Pista y título de campeón en el TR Junior

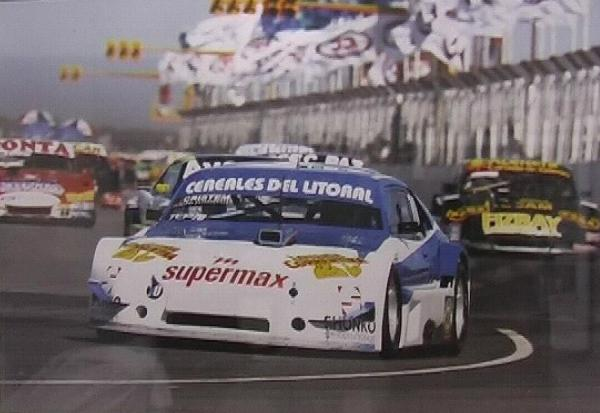
Chevrolet Chevy de Humberto Krujoski, en la categoría TC Pista

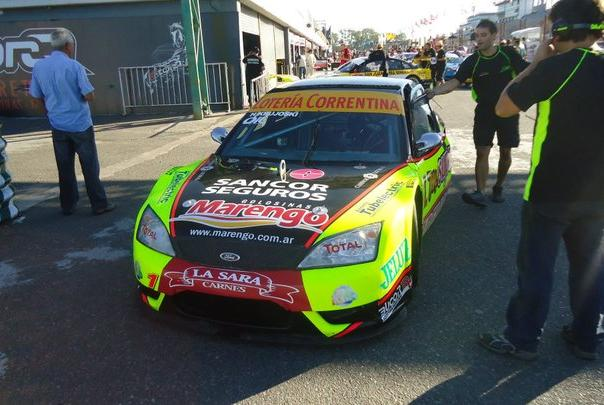
Ford Mondeo de Humberto Krujoski, campeón 2010 Copa América de Top Race Junior

En el año 2006, se produce el debut del correntino en la segunda división de la máxima categoría del automovilismo nacional: El Turismo Carretera. Su incursión en el TC Pista, se dio en un año en el que los representantes del NEA comenzaba a aparecer, acompañando al máximo referente regional: Juan Manuel Silva. Krujoski debutaba ese año a bordo de un Chevrolet Chevy. Esta incursión, tuvo un parate de un año, volviendo en 2008, siempre a bordo del Chevrolet. Sin embargo, el poco apoyo que se le brindaba en materia de patrocinador, hicieron que Krujoski abandone momentáneamente la actividad.
Este retiro terminaría durando poco, ya que en 2009 fue convocado por el equipo JE Motorsports de la divisional Top Race Junior. El debut de Krujoski se dio en el autódromo de Paraná, Entre Ríos, donde el correntino participó de una fecha doble, compitiendo en dos carreras en un mismo fin de semana, a bordo de un Ford Mondeo II. Sus pergaminos volvieron a convencer a los jefes de su equipo, quienes depositaron su confianza nuevamente en él, al año siguiente. Este año, la categoría lanzó un nuevo formato del Torneo, disputándose en las primeras 6 carreras, el Torneo Inaugural "Copa América". Krujoski, a bordo de su Mondeo, obtuvo 2 victorias en esta Copa (Bahía Blanca y Resistencia) y subió al podio en una (La Plata), lo cual fue suficiente para que el correntino se consagre nuevamente Campeón a nivel nacional y por primera vez en una de las denominadas categorías “grandes” del automovilismo nacional. Con este título, Krujoski comenzó a tallar su propio rótulo de referente regional, además de darle a la Provincia de Corrientes, su primer título importante a nivel nacional en automovilismo.
La carrera de Krujoski continuó en ascenso, luego de haber obtenido este título, ya que en el segundo semestre del año 2010 se preparó para disputar la fallida Temporada 2010-2011 de Top Race, llegando a ganar en la última fecha. Sin embargo cuando su desempeño se encontraba en franca remontada, las autoridades de Top Race anunciaron la creación de un nuevo torneo en el año 2011, por expreso pedido de las autoridades de la CODASUR, el nuevo organismo fiscalizador de la categoría, lo cual terminó dando por terminada la Temporada 2010 y por consiguiente el título de Torneo Clausura 2010 de Top Race al último semestre del año. Hasta ese momento, Krujoski había alcanzado la sexta colocación del torneo, y con el mismo potencial del primer semestre, terminando a 29 puntos del eventual campeón Gerardo Salaverría. Finalmente, Krujoski arrancaría el año compitiendo en la primera fecha del año 2011 del Top Race Series, para luego ser anunciado su ascenso a la categoría Top Race V6, categoría en la cual debutó a bordo de un Volkswagen Passat V e identificándolo con el número 19, número que utilizara en la Copa América 2010 y con el cual obtuviese su segundo título a nivel nacional.

### Top Race V6

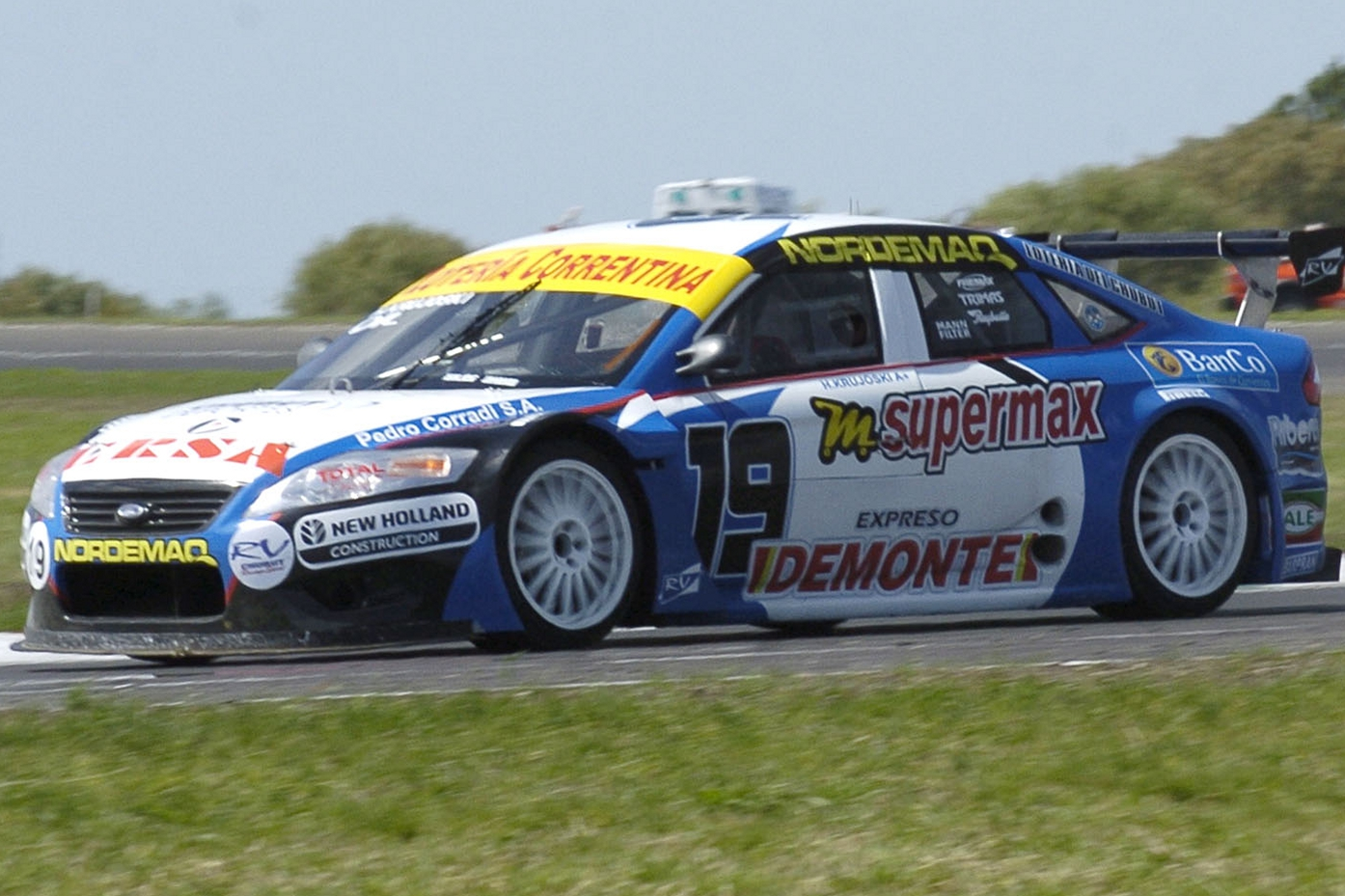
Ford Mondeo III de TRV6, de Humberto Krujoski

El debut de Humberto Krujoski en la categoría mayor del TRV6 tuvo lugar en la competencia disputada en la localidad de brasileña de Santa Cruz do Sul en 2011, siendo esta la primera experiencia a nivel internacional del piloto correntino. A lo largo del año, se mantuvo en su estructura de origen, el JE Motorsport, piloteando un Volkswagen Passat V con el cual disputó las dos últimas fechas de la Etapa de Verano, toda la Etapa de Otoño y la primera fecha de la Etapa de Invierno. Sin embargo, los bajos resultados obtenidos con este modelo, no fueron del todo satisfactorios, motivo por el cual terminó emigrando del JE para recalar en la escuadra RV Competición, adonde también cambió de automóvil al dejar su Volkswagen por un nuevo Ford Mondeo III. El debut en su nueva escuadra tuvo lugar en la segunda fecha de la Etapa de Invierno, justamente en el Autódromo Santiago Yaco Guarnieri, su reducto por excelencia ubicado en la Ciudad de Resistencia, a 15 kilómetros de su Ciudad de Corrientes natal. Finalmente, Krujoski cerró el campeonato en la 27.ª posición, con 16 puntos.
Tras la reestructuración programada por Top Race para el año 2012, en la que los modelos del ex-parque automotor del TRV6 pasaron a ser Top Race Series, Krujoski finalmente se quedó compitiendo con su Ford Mondeo III en la segunda división del Top Race, siempre bajo el ala del equipo RV Competición.

### Krujoski, Primer campeón del Top Race Series V6
Tras su confirmación como piloto del equipo RV Competición para la Temporada 2012, Humberto Krujoski fue ubicado dentro de la divisional Top Race Series, la cual a partir de esa temporada pasó a constituirse con el primitivo parque automotor de la Top Race V6, debido a la presentación del renovado parque de esta mencionada división. Al mismo tiempo, la presencia en esta temporada de otros pilotos que venían corriendo en la TRV6, le sumó un ingrediente de peso al nuevo formato de la división Series. En esta categoría, Krujoski volvió a incursionar a bordo del Ford Mondeo III con el que cerró su año debut en la TRV6. Junto a él fue confirmado como piloto del RV el sanjuanino Fabián Flaqué, con una unidad similar.
A lo largo de la temporada, Krujoski demostró su candidatura, gracias al medio mecánico que le proveía su equipo, sin embargo debió lidiar con su propio compañero y con pilotos de la talla de Lucas Benamo, Germán Sirvent, Oscar Sánchez o Federico Lifschitz. Durante su trayectoria, alcanzó a alzarse tres veces con el escalón más alto del podio y dos veces más alcanzó el segundo lugar, lo que le permitió llegar con amplias ventajas a las dos últimas fechas del campeonato. Sin embargo, una merma en la penúltima fecha posibilitó que su único rival por la corona Lucas Benamo, se acerque peligrosamente en el torneo, llegando a la última fecha con seis unidades de ventaja. En la última fecha, si bien su rival obtuvo la victoria, Krujoski solo necesitó arribar en cuarta ubicación para así finalmente materializar su primer campeonato del Top Race Series V6, su segunda corona en el Top Race y el tercer título nacional de su cosecha personal.

## Resumen de carrera
| Año  | Categoría                                          | Marca               |
| ---- | -------------------------------------------------- | ------------------- |
| 1997 | Debut en Copa Corsa                                | Chevrolet Corsa     |
| 1999 | Debut Clase "D" del Zonal del NEA                  | Chevrolet Chevy     |
| 2000 | Debut TC 4000 del NEA                              | Ford Falcon         |
| 2001 | Subcampeón TC 4000 del NEA                         | Ford Falcon         |
| 2002 | TC 4000 del NEA                                    | Chevrolet Chevy     |
| 2003 | Debut Monomarca 128 de APAC. Campeón               | Fiat 128            |
| 2003 | Debut en Copa Mégane                               | Renault Mégane      |
| 2004 | Campeón Copa Mégane                                | Renault Mégane      |
| 2005 | Clase 3 del Turismo Nacional                       | Ford Escort         |
| 2005 | Subcampeón TC 4000 del NEA                         | Chevrolet Chevy     |
| 2006 | Debut TC Pista                                     | Chevrolet Chevy     |
| 2008 | TC Pista                                           | Chevrolet Chevy     |
| 2009 | Debut Top Race Junior                              | Ford Mondeo II      |
| 2010 | Copa América de Top Race Junior. Campeón           | Ford Mondeo II      |
| 2010 | Torneo Clausura de Top Race Junior                 | Ford Mondeo II      |
| 2011 | Top Race Junior                                    | Ford Mondeo II      |
| 2011 | Debut en Top Race V6                               | Volkswagen Passat V |
| 2011 | Debut en Top Race V6                               | Ford Mondeo III     |
| 2012 | Top Race Series. Campeón                           | Ford Mondeo III     |
| 2013 | Top Race Series. Subcampeón                        | Ford Mondeo III     |
| 2013 | Top Race V6, 1 carrera                             | Mercedes-Benz C-204 |
| 2014 | Top Race V6                                        | Ford Mondeo III     |
| 2014 | Top Race V6                                        | Mercedes-Benz C-204 |
| 2014 | Debut en TC 2000                                   | Renault Fluence     |
| 2015 | Top Race V6                                        | Mercedes-Benz C-204 |
| 2015 | TC 2000                                            | Toyota Corolla      |
| 2016 | Top Race V6                                        | Mercedes-Benz C-204 |
| 2017 | Top Race V6                                        | Chevrolet Cruze I   |
| 2017 | Invitado, 200 km de Buenos Aires del Súper TC 2000 | Citroën C4 Lounge   |
| 2018 | Top Race V6                                        | Chevrolet Cruze I   |
| 2019 | Top Race V6, 1 carrera                             | Chevrolet Cruze I   |
| 2019 | TC Pista                                           | Dodge Cherokee      |
| 2020 | TC Pista                                           | Dodge Cherokee      |
| 2020 | TC Pista                                           | Chevrolet Chevy     |
| 2021 | TC Pista                                           | Chevrolet Chevy     |
| 2022 | TC Pista                                           | Dodge Cherokee      |
| 2022 | TC Pick Up                                         | Toyota Hilux        |
| 2023 | Turismo Carretera                                  | Dodge Cherokee      |
| 2025 | Turismo Carretera 2000                             | Renault Fluence GT  |

- [12][13]

## Trayectoria Nacional
| Temporada | Categoría                           | Equipo                    | Coche                  | Carreras    | Victorias   | Podios      | Poles       | VR          | Puntos      | Pos.        |
| --------- | ----------------------------------- | ------------------------- | ---------------------- | ----------- | ----------- | ----------- | ----------- | ----------- | ----------- | ----------- |
| 2004      | Copa Mégane                         | Kern Competición          | Renault Mégane         | 11          | 2           | 6           | 2           | 1           | -           | 1º          |
| 2005      | Clase 3 del Turismo Nacional        | Riva-Rodríguez            | Ford Escort XR3        | 6           | 0           | 0           | 0           | 0           | 7.00        | 42º         |
| 2006      | TC Pista                            | Tamburrini Racing         | Chevrolet Chevy        | 9           | 0           | 0           | 0           | 0           | 26.00       | 32º         |
| 2008      | TC Pista                            | Tamburrini Racing         | Chevrolet Chevy        | 4           | 0           | 0           | 0           | 0           | 9.50        | 48º         |
| 2009      | Top Race Junior                     | JE Motorsport             | Ford Mondeo II         | 2           | 0           | 0           | 0           | 0           | 18.00       | 19º         |
| 2010      | Copa América de TR Junior           | JE Motorsport             | Ford Mondeo II         | 6           | 2           | 2           | 0           | 2           | 83.00       | 1º          |
| 2010      | Torneo Clausura de TR Junior        | JE Motorsport             | Ford Mondeo II         | 6           | 1           | 2           | 0           | 0           | 69.00       | 6º          |
| 2011      | Top Race Junior                     | JE Motorsport             | Ford Mondeo II         | 1           | 0           | 0           | 0           | 0           | 0.00        | 53º         |
| 2011      | Top Race V6                         | JE Motorsport             | Volkswagen Passat B5   | 6           | 0           | 0           | 0           | 0           | 16.00       | 27º         |
| 2011      | Top Race V6                         | RV Racing Sport           | Ford Mondeo III        | 6           | 0           | 0           | 0           | 0           | 16.00       | 27º         |
| 2012      | Top Race Series                     | RV Racing Sport           | Ford Mondeo III        | 13          | 5           | 8           | 4           | 3           | 224.00      | 1º          |
| 2013      | Top Race Series                     | RV Racing Sport           | Ford Mondeo III        | 12          | 2           | 5           | 0           | 0           | 187.00      | 2º          |
| 2013      | Top Race V6                         | Sportteam                 | Mercedes-Benz C-204    | 1           | 0           | 0           | 0           | 0           | 0.00        | 23º         |
| 2014      | Top Race V6                         | Sportteam                 | Ford Mondeo III        | 3           | 0           | 0           | 0           | 0           | 99.00       | 14º         |
| 2014      | Top Race V6                         | RV Racing Sport           | Mercedes-Benz C-204    | 9           | 0           | 0           | 0           | 0           | 99.00       | 14º         |
| 2014      | Top Race Series                     | RV Racing Sport           | Chevrolet Cruze Series | 2           | 0           | 0           | 0           | 0           | 0.00        | Inv.        |
| 2014      | TC 2000                             | JM Motorsport             | Renault Fluence        | 3           | 0           | 0           | 0           | 0           | 28.00       | 21º         |
| 2015      | Top Race V6                         | RV Racing Sport           | Mercedes-Benz C-204    | 17          | 1           | 3           | 0           | 0           | 153.00      | 7º          |
| 2015      | TC 2000                             | Escudería Río de la Plata | Toyota Corolla E150    | 22          | 0           | 3           | 1           | 2           | 149.00      | 7º          |
| 2016      | Top Race V6                         | RV Racing Sport           | Mercedes-Benz C-204    | 17          | 0           | 0           | 0           | 1           | 36.00       | 14º         |
| 2016      | 100 millas de TC 2000               | Escudería Río de la Plata | Toyota Corolla E150    | 1           | 0           | 0           | 0           | 0           | 0.00        | Inv.        |
| 2017      | Top Race V6                         | SDE Competición           | Chevrolet Cruze I      | 15          | 0           | 1           | 0           | 0           | 95.00       | 7º          |
| 2017      | Carrera de las Estrellas de TC 2000 | PSG-16 Team               | Honda Civic IX         | 1           | 0           | 0           | 0           | 0           | 0.00        | Inv.        |
| 2017      | 200 km de Súper TC 2000             | Citroën Total Racing      | Citroën C4 Lounge      | 1           | 0           | 0           | 0           | 0           | 0.00        | Inv.        |
| 2018      | Top Race V6                         | SDE Competición           | Chevrolet Cruze I      | 13          | 0           | 0           | 0           | 1           | 17.00       | 18º         |
| 2018      | 100 millas de TC 2000               | Citroën Total Racing      | Citroën C4 Lounge      | 1           | 0           | 0           | 0           | 0           | 0.00        | Inv.        |
| 2019      | Top Race V6                         | InBest Racing             | Chevrolet Cruze I      | 1           | 0           | 0           | 0           | 0           | 1.00        | 24º         |
| 2019      | TC Pista                            | Castellano Power Team     | Dodge Cherokee         | 13          | 1           | 2           | 2           | 1           | 378.75      | 12º         |
| 2020      | TC Pista                            | Castellano Power Team     | Dodge Cherokee         | 9           | 0           | 0           | 0           | 0           | 215.00      | 17º         |
| 2020      | TC Pista                            | Coiro Dole Racing         | Chevrolet Chevy        | 1           | 0           | 0           | 0           | 0           | 215.00      | 17º         |
| 2021      | TC Pista                            | Coiro Dole Racing         | Chevrolet Chevy        | 14          | 0           | 3           | 0           | 0           | 420.25      | 9.º         |
| 2022      | TC Pista                            | SAP Team                  | Dodge Cherokee         | 15          | 0           | 1           | 0           | 0           | 362.50      | 7.º         |
| 2022      | TC Pick Up                          | SAP Team by Homero Racing | Toyota Hilux           | 6           | 0           | 0           | 0           | 0           | 148.00      | 22.º        |
| 2023      | Turismo Carretera                   | SAP Team                  | Dodge Cherokee         | 15          | 0           | 0           | 0           | 0           | 104.00      | 41.º        |
| 2025      | Turismo Carretera 2000              | Axion Energy Sport        | Renault Fluence GT     | Por definir | Por definir | Por definir | Por definir | Por definir | Por definir | Por definir |
| Fuente    | [ 14 ]                              | [ 14 ]                    | [ 14 ]                 | [ 14 ]      | [ 14 ]      | [ 14 ]      | [ 14 ]      | [ 14 ]      | [ 14 ]      | [ 14 ]      |

## Resultados

### Top Race
| Temporada | Categoría       | Vehículo            | Equipo          | Posición Final      |
| --------- | --------------- | ------------------- | --------------- | ------------------- |
| 2009      | Top Race Junior | Ford Mondeo II      | JE Motorsport   | 20.º (18.00 puntos) |
| CA 2010   | Top Race Junior | Ford Mondeo II      | JE Motorsport   | 1.º (83.00 puntos)  |
| TC 2010   | Top Race Series | Ford Mondeo II      | JE Motorsport   | 6.º (69.00 puntos)  |
| 2011      | Top Race V6     | Volkswagen Passat V | JE Motorsport   | 27.º (16.00 puntos) |
| 2011      | Top Race V6     | Ford Mondeo III     | RV Competición  | 27.º (16.00 puntos) |
| 2012      | Top Race Series | Ford Mondeo III     | RV Competición  | 1.º (224.00 puntos) |
| 2013      | Top Race Series | Ford Mondeo III     | RV Competición  | 2.º (187.00 puntos) |
| 2013      | Top Race V6     | Mercedes-Benz C-204 | Sportteam       | 28.º (0.00 puntos)  |
| 2014      | Top Race V6     | Ford Mondeo III     | Sportteam       | 14 (99.00 puntos)   |
| 2014      | Top Race V6     | Mercedes-Benz C-204 | RV Competición  | 14 (99.00 puntos)   |
| 2015      | Top Race V6     | Mercedes-Benz C-204 | RV Competición  | 7.º (153.00 puntos) |
| 2016      | Top Race V6     | Mercedes-Benz C-204 | RV Competición  | 5.º (10.00 Puntos)  |
| 2017      | Top Race V6     | Chevrolet Cruze I   | SDE Competición | 7.º (95.00 puntos)  |
| 2018      | Top Race V6     | Chevrolet Cruze I   | SDE Competición | 18.º (17.00 puntos) |
| 2019      | Top Race V6     | Chevrolet Cruze I   | Inbest Racing   | 22.º (1.00 punto)   |

### TC 2000
| Año  | Equipo                        | Auto             | 1    | 2    | 3     | 4     | 5    | 6     | 7     | 8     | 9     | 10     | 11    | 12   | 13    | 14     | 15     | 16     | 17    | 18    | 19  | 20     | 21  | 22  | 23  | Res. | Puntos |
| ---- | ----------------------------- | ---------------- | ---- | ---- | ----- | ----- | ---- | ----- | ----- | ----- | ----- | ------ | ----- | ---- | ----- | ------ | ------ | ------ | ----- | ----- | --- | ------ | --- | --- | --- | ---- | ------ |
| 2014 |                               |                  | AG I | LP   | JUN   | MER   | BA I | PAR I | RC    | CON   | BA II | PAR II | AG II | GR   |       |        |        |        |       |       |     |        |     |     |     | 21°  | 28     |
| 2014 | JM Motorsport                 | Renault Fluence  |      |      |       |       |      |       |       |       | 13    | 4      |       | 11   |       |        |        |        |       |       |     |        |     |     |     | 21°  | 28     |
| 2015 |                               |                  | AG   | AG   | CON   | CON   | BA   | BA    | MER   | JUN   | JUN   | LP I   | LP I  | NDJ  | RAF   | RAF    | LP II  | LP II  | SL    | SL    | RC  | RC     | CDU | CDU |     | 7°   | 149    |
| 2015 | Escudería Río de la Plata     | Toyota Corolla X | 9    | Ret  | 9     | 10    | 9    | 3     | 8     | 4     | 3     | 10     | 14    | 7    | 6     | 6      | 3      | 7      | 9     | Ret   | 9   | 23†    | 4   | 2   |     | 7°   | 149    |
| 2016 |                               |                  | SMM  | SMM  | CON I | CON I | BA I | BA I  | SJO   | SJO   | LP    | LP     | CDU   | CDU  | BA II | BA II  | CON II | CON II | RAF   | RAF   | AG  | RC     | RC  | PAR | PAR | -    | -      |
| 2016 | Escudería Río de la Plata     | Toyota Corolla X |      |      |       |       |      |       |       |       |       |        |       |      |       |        |        |        |       |       | 15† |        |     |     |     | -    | -      |
| 2017 |                               |                  | AG I | AG I | BA I  | BA I  | CDU  | CDU   | PAR I | PAR I | RC    | RC     | BA II | SL   | SL    | PAR II | PAR II | AG II  | SMM   | CON   | CON | BA III |     |     |     | -    | -      |
| 2017 | PSG-16 Team                   | Honda Civic IX   |      |      |       |       |      |       |       |       |       |        | Ret   |      |       |        |        |        |       |       |     |        |     |     |     | -    | -      |
| 2018 |                               |                  | AG I | AG I | CDU   | CDU   | CON  | CON   | RC    | RC    | BA    | LP     | LP    | SL I | SL I  | AG II  | SMM    | SMM    | SL II | SL II | ROS | ROS    | PAR | PAR |     | -    | -      |
| 2018 | Citroën Total Racing Team PSG | Citroën C4 II    |      |      |       |       |      |       |       |       |       |        |       |      |       | Ex.    |        |        |       |       |     |        |     |     |     | -    | -      |

### Súper TC 2000
| Año  | Equipo                                  | Auto            | 1    | 2   | 3   | 4    | 5   | 6   | 7   | 8   | 9   | 10  | 11    | 12  | 13 | 14    | Res. | Puntos |
| ---- | --------------------------------------- | --------------- | ---- | --- | --- | ---- | --- | --- | --- | --- | --- | --- | ----- | --- | -- | ----- | ---- | ------ |
| 2016 |                                         |                 | TRE  | ROS | SMM | AG I | TRH | OBE | BA  | SFE | SFE | TOA | SJU   | GR  | GR | AG II | -    | -      |
| 2016 | Renault Sport                           | Renault Fluence |      |     |     |      |     |     | Ret |     |     |     |       |     |    |       | -    | -      |
| 2017 |                                         |                 | BA I | PDF | SMM | ROS  | ROS | TRH | RAF | OBE | SFE | SFE | BA II | SJU | GR | AG    | -    | -      |
| 2017 | Citroën Total Racing Súper TC 2000 Team | Citroën C4 II   |      |     |     |      |     |     |     |     |     |     | 6     |     |    |       | -    | -      |

## Palmarés
| Título  | Categoría                       | Marca           | Año  |
| ------- | ------------------------------- | --------------- | ---- |
| Campeón | Copa Mégane                     | Renault Megane  | 2004 |
| Campeón | Copa América de Top Race Junior | Ford Mondeo II  | 2010 |
| Campeón | Top Race Series V6              | Ford Mondeo III | 2012 |

### Otras distinciones
| Título     | Categoría             | Marca           | Año  |
| ---------- | --------------------- | --------------- | ---- |
| Subcampeón | TC 4000 del NEA       | Ford Falcon     | 2001 |
| Campeón    | Monomarca 128 del NEA | Fiat 128        | 2003 |
| Subcampeón | TC 4000 del NEA       | Chevrolet Chevy | 2005 |
| Subcampeón | Top Race Series       | Ford Mondeo III | 2013 |